# Marco Antonio Verni
Marco Antonio Verni Lippi (né le 27 février 1976 à Santiago) est un athlète chilien, spécialiste du lancer de poids.
Son meilleur résultat est un lancer de 21,14 m obtenu en juillet 2004 à Santiago.